# 맥도날드 챔피언십
맥도날드 챔피언십(영어: McDonald's Championship (때로는 맥도날드 오픈(영어: McDonald's Open) 이라고도 불림)은 NBA(북미 대표) 대표가 유럽, NBL(오세아니아 대표), 남미 챔피언 클럽팀을 상대로 출전한 국제 남자 프로농구 클럽컵 대회였다. 이 대회는 1987년 FIBA가 이 대회를 제재하면서 맥도날드 오픈으로 시작됐고 1995년 맥도날드 챔피언십으로 이름이 바뀌었다. FIBA 유로리그 챔피언들은 1989년 이 대회에 참가했고, NBA 챔피언들은 1995년부터 합류할 것이다.
맥도날드 오픈은 많은 언론과 팬들의 관심을 받았고 1987년부터 1991년까지 매년 열렸다. 주말 내내 이어진 10월 말 프리시즌 행사였지만 FIBA와 NBA 모두 공식적으로 챔피언십으로 받아들였다. 1992년, 1994년, 1996년에는 올림픽과 FIBA 월드컵에 NBA 소속 드림팀이 참가했기 때문에 개최되지 않았고, 1998년에도 NBA 직장폐쇄 때문에 개최되지 않았다.

## 대회 명칭
| 연도          | 대회명칭          |
| ------------- | ----------------- |
| 1987년~1993년 | 맥도날드 오픈     |
| 1995년~1999년 | 맥도날드 챔피언십 |

## 역대 대회 결과
| 연도 | 개최지        | 결승                  | 결승      | 결승              | 3위                    | 4위                    | 5위                   | 6위             | MVP                               |
| 연도 | 개최지        | 우승                  | 점수      | 준우승            | 3위                    | 4위                    | 5위                   | 6위             | MVP                               |
| ---- | ------------- | --------------------- | --------- | ----------------- | ---------------------- | ---------------------- | --------------------- | --------------- | --------------------------------- |
| 1987 | 밀워키        | 밀워키 벅스           | 리그전    | 소련              | 올림피아 밀라노        | -                      | -                     | -               | 테리 커밍스 (밀워키 벅스)         |
| 1988 | 레알 마드리드 | 보스턴 셀틱스         | 111 - 96  | 레알 마드리드     | 유고슬라비아 대표팀    | 페자로                 | -                     | -               | 래리 버드 (보스턴 셀틱스)         |
| 1989 | 로마          | 덴버 너기츠           | 135 - 129 | 스필트            | 올림피아 밀라노        | FC 바르셀로나 바스케트 | -                     | -               | 월터 데이비스 (덴버 너기츠)       |
| 1990 | 바르셀로나    | 뉴욕 닉스             | 117 – 101 | 스필트            | FC 바르셀로나 바스케트 | 페자로                 | -                     | -               | 패트릭 유잉 (뉴욕 닉스)           |
| 1991 | 파리          | 로스앤젤레스 레이커스 | 116 - 114 | 호벤투트 바달로나 | 리모주 CSP             | 스필트                 | -                     | -               | 매직 존슨 (로스앤젤레스 레이커스) |
| 1993 | 뮌헨          | 피닉스 선스           | 112 - 90  | 버클러 볼로냐     | 레알 마드리드          | 리모주 CSP             | 올스타 프랑카         | 바이엘 레버쿠젠 | 찰스 바클리 (피닉스 선스)         |
| 1995 | 런던          | 휴스턴 로키츠         | 126 - 112 | 버클러 볼로냐     | 퍼스 와일드캐츠        | 레알 마드리드          | 텔아비브              | 셰필드 샤크스   | 클라이드 드렉슬러 (휴스턴 로키츠) |
| 1997 | 파리          | 시카고 불스           | 104 - 78  | 올림피아코스 BC   | 아테네                 | 레이싱 파리            | 베네통 트레비소       | FC 바르셀로나   | 마이클 조던 (시카고 불스)         |
| 1999 | 밀라노        | 샌안토니오 스퍼스     | 103 - 68  | CR 바스쿠 다 가마 | BC 잘기리스            | 바레즈 루스터스        | 애들레이드 서티식서스 | 헤카메이 BC     | 팀 덩컨 (샌안토니오 스퍼스)       |

## 같이 보기
- 네이스미스 컵
- NBA 글로벌 게임
- 인터콘티넨털컵 (농구)